# 歌広場
カラオケルーム歌広場（カラオケルームうたひろば）は、株式会社クリアックスが、関東地方を中心に展開するカラオケボックスチェーンである。実運営はグループ会社の株式会社歌広場に委託している。略称はウタヒロ、歌広場。2023年4月11日現在、東京都、神奈川県、埼玉県、千葉県に合計67店舗を出店しており、宮城県にも1店舗出店している。

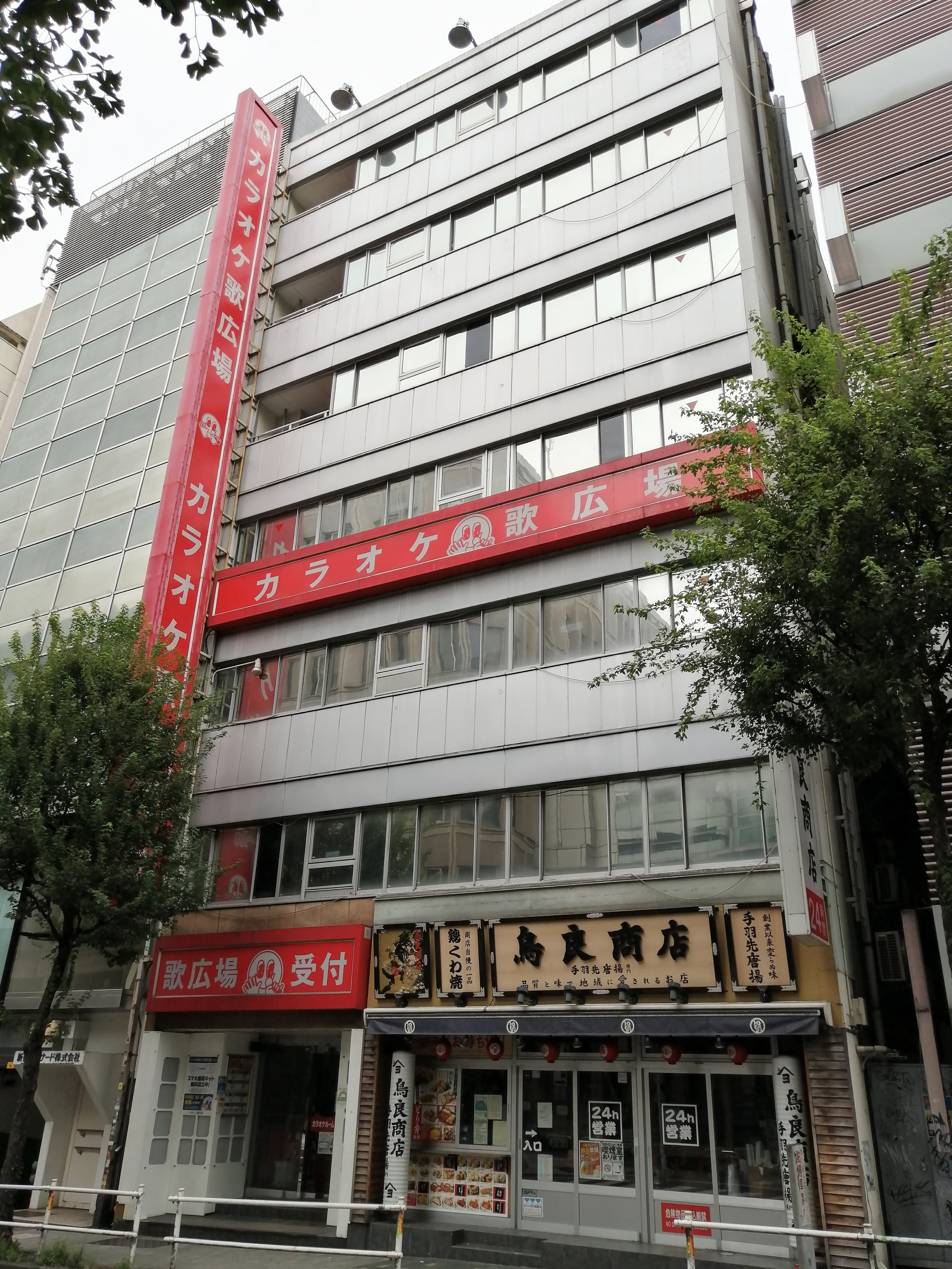
新宿区役所前店

## 概要
それまでパチンコ店、サウナ、キャバレーなどを入居者とする複合施設などを経営していた在日韓国人の実業家、李支宗が1994年、カラオケ店事業に進出したのが歌広場の始まりである。
当時通信カラオケが登場したことによって、経営コストが安く、儲けが大きいことに気付いた李は、その事業を急速に拡大させた。
昼間の営業、1部屋あたりではなく1人あたりの料金制度、飲み放題などこれまでのカラオケ業界にはなかった斬新で画期的なサービスを業界で初めて採用したのは歌広場である。これらの革新的なサービスは、ジャンボカラオケ広場（ジャンカラ）でも採用され、カラオケ業界全体に浸透したことでカラオケが子供からお年寄りまで気軽に楽しめる大衆的な娯楽となった。特に1人あたりの料金設定を導入したことで少人数でも安く気軽にカラオケを楽しめるようになり、いわゆるヒトカラが普及するきっかけの一つとなった。
これまでのカラオケ業界にはなかった画期的なサービスとリーズナブルな料金を背景に首都圏において急速に勢力を伸ばし、1990年代には「カラオケといえばウタヒロ」と言われたほど低価格カラオケの代表的なチェーン店として知られた。
しかし2000年代に入ると、内装や設備の老朽化が進んだ一方、店舗のリニューアルや新機種の導入に消極的で、清掃が行き届かず、機器のメンテナンスが悪く故障が多い、接客態度の悪い店舗が多かった歌広場は、「安かろう悪かろう」なイメージが定着し、客離れを招いた。そこに部屋やサービスに特徴を持たせたり、新型機種の導入に積極的な他社チェーン店が台頭したことでさらに客離れに拍車がかかり、歌広場は深刻かつ慢性的な不振に陥り、閉鎖店舗が続出する事態となった。このため巻き返しを図るべくカラオケ機種の入れ替え、店舗改装、従業員教育などが積極的に行われるようになり、格段に改善されている。
価格面だけで見れば、他社で見られるような非会員の料金割増しおよびワンオーダー制の設定がなく、飲み放題（ドリンクバー）込みの格安な価格設定で、税込価格となっている。また、室料だけでなくフードメニューも比較的安く、ヒトカラ（一人での利用）でも割増料金がなく気軽に利用でき、フリータイムの時間保障制度がないことなどの利点があることから根強いファンも多い。
機種は主にDAM（LIVE DAM、LIVE DAM STADIUM、LIVE DAM Ai）、JOYSOUND（JOYSOUND f1、JOYSOUND MAX、JOYSOUND MAX2、JOYSOUND MAX GO）を導入している。かつてUGA（UGA、uga plus）の導入も積極的に行っていたが、UGAシリーズもDAMシリーズも機種の更新が滞っていたことやUGAとJOYSOUNDの運営会社の統合（エクシングを参照）などから、2011年9月にそれまで導入経験のなかったJOYSOUNDの「CROSSO」の導入に踏み切った。CROSSOは主にUGAの代替として導入され、2012年3月までにUGAを全店舗で置き換えた。2012年3月1日に新宿歌舞伎町1号店を全室CROSSOに変更した（後に閉店）。2013年12月からは順次JOYSOUND f1を導入しており、JOYSOUND f1がなかった池袋エリアも2014年6月6日の池袋東口駅前店のオープンを皮切りに導入している。JOYSOUND MAXは、2015年9月25日の松戸西口駅前店オープンから、CROSSOの後継として順次導入され、年内に全店舗導入を完了した。JOYSOUND MAX2は、2017年9月19日の鶴見東口駅前店オープンから導入されている。DAMに関しては、BB cyber DAMから長らく更新されていなかったが、2012年7月13日に開店した、池袋サンシャイン通り2号店にPremier DAMが導入された。同年11月には池袋西口公園前店にLIVE DAM GOLD EDITIONが先行導入されたのを皮切りに新店舗などに先行導入が行われ、2013年3月から本格的にLIVE DAMの導入を開始した。そして、2014年7月を以ってLIVE DAMの全店舗導入を完了した。2015年4月からはLIVE DAM STADIUMの導入を開始し、同年7月を以って全ての店舗に導入された。
電子マネー導入にも積極的に取り組んでおり、iDと楽天Edyの共用端末を順次導入している。2007年9月19日現在カラオケチェーン店が共用端末を導入するのは全国初めてである。一部店舗でJALマイレージバンクのポイント加算がされるサービスも行っている。
4人組ロックバンド・ゴールデンボンバーのメンバーである歌広場淳（うたひろば じゅん）の芸名は歌広場から拝借したもので、これが縁で彼は歌広場の2014年、2015年と2年連続でキャンペーンキャラクターに起用され、一部店舗でのシアタールームや限定フードメニューなどコラボ企画が実施された。

### 主なサービス
ウタヒロ公式アプリ
入会費・年会費無料のスマートフォンアプリ。AndroidとiPhoneに対応している。アプリ会員になると、年間を通じて室料が5%割引、誕生日当日はグループ全員半額、最低月1回行われる半額デーなどの特典を受けられる他、店舗やフードメニューの検索も可能。来店回数に応じたランクがあり、ランクが変わると背景が変わる。
シルバーサービス
60歳以上限定で室料がシルバー会員料金で利用できる。入会費・年会費は無料。
食べ放題
400円（フリータイム利用時は500円）で、うたポテ、スパイシーポテト、から揚げ、餃子、揚げたこ焼き、アイスなどが食べ放題になる。アプリ会員限定や店舗限定の場合がある。
ウタヒロランキングバトル
歌広場が実施している独自のランキングバトルで、DAM★とも会員なら誰でも参加できる。通常のランキングバトルは1回の歌唱得点で順位を決定するのに対し、ウタヒロランキングバトルは累計歌唱得点で順位を決定する。
累計点数が一定数に達することで、フード無料クーポンが配布される。

### 過去に行われたサービス
歌倶楽部
フィーチャーフォンに対応した入会金・年会費無料のメールマガジン会員。現在のスマートフォンアプリとほぼ同様の割引特典の他、一時期はヒトカラ（R）での利用で割引になるというサービスが行われた。スマートフォンアプリ普及に伴い、2015年3月末をもってサービスを終了している。
アルムーア・歌広場スペシャル
2000年代に六本木店（後に閉店）、赤坂駅前店（後に閉店）、銀座外堀通り店（後に閉店）、銀座みゆき通り店、渋谷246通り店(のちに閉店)において、スーパージャンカラのような高級志向のサービスが行われていた。内装やフードメニューのクオリティが高く、おしゃれで大人の雰囲気があった。このデラックス店舗は、当初はアルムーア、その後歌広場スペシャルとなり、現在は通常の歌広場として営業している。
U-FUN
2003年頃に店舗で配布されていたフリーペーパー。歌広場やカラオケに関する情報、ランキング、アーティストへのインタビューなどが掲載されていた。
ランチパック
平日8:00から14:00まで（池尻大橋店、渋谷センター街本館は16:00まで）の来店で、室料2時間と390円以下（一部店舗では490円以下）のフードが1品付いて580円・600円・680円・700円・750円・780円・800円・880円・900円・1000円（いずれも税込）。2016年4月15日にオープンした神田西口駅前店では、1時間で600円のコースと2時間で900円のコースがある。2016年6月26日に閉店になった横須賀中央駅前店では「フードパック」という名称で18:00までの入店で2時間600円で実施されていた。100円プラスすればもう1品フードを選択できる。会員アプリを含め割引は一切適用されないが、アプリを提示することで来店回数（ランク）にカウントすることができる。

### ロゴマーク（マスコットキャラクター）
顔の形は円形で、スマイリーフェイスの目を大きくした感じで、右手はじゃんけんのパーのように開いていて、左手にマイクを持って小指を立てている。このキャラクターは創業以来ロゴマーク、マスコットとして使用され、ジャンボカラオケ広場を運営する東愛産業も許可を得て使用している。このキャラクターの名称は、歌広場においてはニコちゃんとなっており、ツイッターの公式アカウント名にも使用されている。ジャンボカラオケ広場においては名称の設定はなく、公式ツイッターにおいて「名前はありません」と宣言している。しかし、もともとは夢広場デルンダーのロゴマーク・マスコットとして使用されたものであるため、その名残でデルンダーくん、デルちゃんと呼ばれることがある。その後、2022年3月にジャンボカラオケ広場はキャラクターの名称をデルちゃんであると公表した。バイクパーツメーカーであるSP忠男のトレードマークとは関係ない。

### オリジナルドリンク「初恋キブン♪」
ドリンクバーで提供されている歌広場オリジナルのソフトドリンク。2015年にサントリーフーズと歌広場のアルバイト6名で共同開発された。色は濃いピンク色で、ピーチ味をベースにしている。当初は初恋ウォーター、初恋ソーダ、初恋フローズンという名称であったが、2016年に入ってから初恋キブン♪ウォーター、初恋キブン♪ソーダ、初恋キブン♪フローズンに名称変更されている。現在はドリンクバー機材の入替により提供はしておらず幻のドリンクとなっている。

## 店舗
- 歌広場店舗検索参照

### かつて存在した店舗
| - 埼玉県 - 岩槻店（岩槻市）2003年2月閉店 - 西川口1号店（川口市）2001年閉店 - 上尾店（上尾市）2015年5月24日閉店 - 熊谷店（熊谷市）2008年閉店 - 和光店（和光市）2011年3月21日閉店 - 春日部店（春日部市） - 北浦和店（さいたま市浦和区）2018年9月24日閉店 - 蕨店（蕨市）2019年2月22日閉店 - 千葉県 - 松戸店（松戸市）2011年1月10日閉店 - 北松戸店（松戸市）2000年閉店 - 南柏店（柏市）2008年9月27日閉店 - 神奈川県 - 関内1号店（中区）2003年閉店 - 横須賀中央駅前店（横須賀市）2016年6月26日閉店 - （旧）相模大野店（相模原市南区）2008年10月26日閉店 - 茅ヶ崎店（茅ヶ崎市） - 鶴見東口駅前店（鶴見区）2019年9月24日より休業→同年11月22日閉店 - 大阪府 - 高槻店（高槻市） - 現在はジャンボカラオケ広場高槻1号店を経てメガビッグ高槻店 | - 東京都 - 銀座外堀通り店（中央区）2016年12月31日閉店 - 銀座みゆき通り店（中央区）2019年5月6日閉店 - 新橋駅銀座口店（中央区）2012年9月23日閉店 - 上池袋（店舗名不明）（豊島区） - 池袋2号ロサ会館店（豊島区）2002年閉店 - 新宿1号靖国通り店→歌酒場新宿店（新宿区）2003年閉店 - 新宿明治通り店（新宿区）2010年1月2日閉店 - 新宿南口別館（新宿区）2010年11月24日閉店 - 新宿歌舞伎町1号店（新宿区）2013年5月6日閉店 - 新大久保店（新宿区）2005年閉店 - 高田馬場1号店（新宿区）2005年閉店 - 高田馬場3号店（新宿区）2007年閉店 - 渋谷2号文化村通り店（渋谷区）2004年9月12日閉店 - 幡ヶ谷店（渋谷区）2000年3月12日閉店 - 六本木店（港区）2015年5月9日閉店 - 赤坂駅前店（港区）2015年6月28日閉店 - 鶯谷店（台東区）2004年6月6日閉店 - 大森店（品川区）2013年8月31日閉店 - 雑色店（大田区）2000年閉店 - 長原店（大田区） - 神田店（千代田区）2006年閉店 - 金町店（葛飾区）2001年閉店 - （旧）亀戸店（江東区）2004年1月4日閉店 - 西小岩店（江戸川区）2000年閉店 - 京成小岩店（江戸川区）2000年10月31日閉店 - 西葛西店（江戸川区）2015年5月10日閉店 - 板橋区役所前店（板橋区）2004年10月3日閉店 - 中板橋店（板橋区）2001年9月2日閉店 - 中野店（1代目）（中野区）2001年閉店 - 中野店（2代目）（中野区）2014年閉店 - 吉祥寺3号店（武蔵野市）2000年11月5日閉店 - 武蔵小金井店（小金井市）2003年9月23日閉店 - 国立店（国立市）2002年11月9日閉店 - 一橋学園店（小平市）2000年閉店 - 八王子1号店（八王子市）2005年5月29日閉店 - 八王子1号店パート2（八王子市）2000年11月5日閉店 |

## 関連グループ
- 株式会社クリアックスグループ